# Егер (еялет)
47°53′00″ пн. ш. 20°22′00″ сх. д. / 47.88333333° пн. ш. 20.36666667° сх. д.
Егерський еялет або Егерський пашалик (осман. ایالت اگیر) — адміністративно-територіальна одиниця Османської імперії. Існував у 1596—1687 роках з площею 25 000 км². Утворився з частини еялету Буда (на теперішніх землях Угорщини та Словаччини). Ліквідовано внаслідок поразки османських військ у Великій турецькій війні.

## Історія
Після перемоги під Могачем у 1526 році османські війська поступово до середини 1550-х років підкорили центральну та східну частини Угорського королівства. Втім, подальшому просуванню завадив спротив Австрії, правителі якої оголосили себе спадкоємцями Угорського королівства. Відтоді відбувалося повільне просування військ османів на захід.
1593 року почалася Тринадцятирічна війна в Угорщині. У 1596 році османським військам довелося протистояти Австрії та її союзникам, що вдерлися до Трансильванії та Темешварського еялету. Проте 13 жовтня того ж року султану Мехмеду III підкорилася потужна фортеця Егер. Того ж року утворено Егерський еялет, завданням якого була захист угорських володінь імперій та можливість нападу на австрійські володіння. Його статус остаточно закріплено після завершення війни у 1606 році. До складу еялету увійшло декілька східних санджаків Будинського еялету.
Північні санджаки турки зміцнили, намагаючись перешкодити просуванню австрійців. У внутрішніх районах сприяли торгівлі, ісламізації населення. В еялет переселилися жиди, вигнані з Іспанії в 1492 році, а столиця Егер перетворилася на важливий юдейський центр. Водночас усі церкви в містах було перетворено на мечеті. Впроваджувався турецький стиль життя з лазнями, медресе й мінаретами. Найвідомішими є турецька лазня з цілющими водами, побудована за наказом паші Арнаута. Її головний басейн міститься під куполом, вкритим 200 000 золотих пластинок.
З початком війни зі Священною лігою у 1682 році Егерський еялет перетворився на транзитний шлях для османських військ, яких забезпечували харчами у містах провінції. З фортець еялету мусульмани рушили на облогу Відня. Після поразки османських військ становище провінції погіршилося. У 1687 році Егер було взято в облогу й захоплено загоном на чолі із Карлом Лотаринзьким. Відтоді еялет фактично перестав існувати. Становище було закріплено Карловицьким договором.

## Поділ
Складався з 8 санджаків: Егрі, Сегедін, Сольнок, Сечень, Гатван, Новіград, Філек.